# Jean et Jeannette
Jean et Jeannette est un roman de Théophile Gautier paru en feuilleton dans La Presse du 9 au 26 juillet 1850, puis en deux volumes chez Baudry la même année.

## Résumé
Lassée de ses soupirants compassés et rococos, la marquise de Champrosé, une jeune veuve, décide d'accompagner sa servante et confidente, Justine, au bal du Moulin-Rouge. De son côté, le vicomte de Candale, lassé, lui-aussi, de ses danseuses de l'Opéra, accompagne maître Bonnard à ce même bal. Sous le nom de Jeannette, grimée en grisette, la marquise est invitée à danser par le vicomte se faisant passer pour M. Jean, arrivant de sa province...

## Éditions
- 1850 Jean et Jeannette, feuilleton dans La Presse
- 1850 Jean et Jeannette, éditeur Baudry
- 1852 Jean et Jeannette, éditeur Lecou
- 1863 Jean et Jeannette, éditeur Hachette
- 1888 Jean et Jeannette, éditeur Charpentier